# Eco*
eco*（えこ、7月25日 - ）は、65bpmに所属する日本の女性原画家、イラストレーター。北海道出身。

## 経歴
かつてはCIRCUSに所属していた。美少女ゲームのヒロイン格の原画としては、エターナルファンタジーでデビューだが、それ以外にもデフォルメキャラや四コマを描いている。旧名義はえこ。改名以後もCIRCUS作品には、えこ名義で参加している。
株式会社６５bpm所属

## 参加作品

### PCゲーム
- D.C.II 〜ダ・カーポII〜
- C.D.Christmas Days 〜サーカスディスク クリスマスデイズ〜

「えこのアルティメット四コマ劇場」収録
- D.C.II Spring Celebration 〜ダ・カーポII〜 スプリング セレブレイション
- エターナルファンタジー
- D.C.II To You 〜ダ・カーポII〜 トゥーユー
- なないろ航路（SD原画）
- 恋がさくころ桜どき（SD原画）
- 姫恋＊シュクレーヌ!（SD原画）
- 姫と乙女のヤキモチ★LOVE（SD原画）
- 姫と乙女のヤキモチ★LOVE -きらめき夏物語!-（SD原画）
- プリンセス☆シスターズ! ～四姉妹は全員あなたの許嫁～（SD原画）

### コンシューマー

#### PlayStation 2
- D.C.II P.S. 〜ダ・カーポII〜 プラスシチュエーション

#### PSP
- D.C.I&II P.S.P. 〜ダ・カーポI&II〜 プラスシチュエーションポータブル

### キャラクターデザイン
- アドリブアニメ研究所

### 挿絵など
- バーチャルリプレイ エターナルファンタジー（コンプティーク連載）
- 萌えコレ!〜日本縦断!萌えキャラ&萌えおこし総合ガイド（ナビゲートキャラクターイラスト）
- 萌え鉄!―鉄道擬人化娘、集結!!（キハ281系「八雲アリス」、E3系新幹線「神宮寺穂乃香、真名子」）
- リトルバスターズ!エクスタシーアンソロジー
- アニメイト・ゲーマーズ北海道限定菓子「キタキツネからのおくりもの」（パッケージイラスト）
- Sky Theater PROJECT「ミラクルロマンスは月の輝き」チラシ用イラスト
- 4コママンガ「ブログ妖精ココロモバイル」